# Peyz
Đây là một tên người Triều Tiên, họ là Kim.
Kim Soo-hwan (tiếng Hàn Quốc: 김수환; sinh ngày 5 tháng 12 năm 2005), còn được biết đến với nghệ danh Peyz (tiếng Hàn Quốc: 페이즈), là một tuyển thủ Liên Minh Huyền Thoại chuyên nghiệp người Hàn Quốc.
Xuất thân từ lò đào tạo trẻ của Gen.G, Peyz đã được đôn lên đội hình chính nhằm thay thế xạ thủ Ruler khi anh chuyển qua thi đấu cho JDG. Peyz là một trong những xạ thủ có thành tích tốt nhất ngay trong năm đầu tiên ra mắt, sở hữu 2 chức vô địch LCK khi mới 17 tuổi và là xạ thủ có số mạng hạ gục nhiều nhất trong một mùa giải quốc nội, với 234 mạng. Anh còn được LCK vinh danh là tân binh của năm 2023.

## Sự nghiệp câu lạc bộ

### Gen.G Academy (2020–2021)
Ngày 14 tháng 7 năm 2020, Peyz gia nhập học viện Gen.G Academy. Tại đây anh đã có 2 chức vô địch LCK AS vào tháng 5 và tháng 8 của năm 2021.

### Gen.G Challengers (2021–2022)
Ngày 2 tháng 12 năm 2021, Peyz được đưa lên thi đấu tại đội Challengers của Gen.G (hiện là Gen.G Global Academy). Với kĩ năng của mình, anh được đánh giá là một trong những xạ thủ tốt nhất giải dù không thể đoạt được danh hiệu nào.

### Gen.G (2022–2024)
Ngày 22 tháng 11 năm 2022, Peyz được đôn lên thi đấu tại đội chính của Gen.G để thay thế cho sự ra đi của Ruler. Anh có trận đầu tiên ra mắt sân chơi chuyên nghiệp trước đối thủ là T1 vào ngày 18 tháng 1 năm 2023 trong khuôn khổ LCK Mùa xuân. Đến ngày 9 tháng 4, Peyz cùng đồng đội đánh bại T1 3-1 ở chung kết tổng sau khi đi lên từ nhánh thua để giành lấy danh hiệu lớn đầu tiên trong sự nghiệp. Trong lần đầu tiên được tham dự MSI, Peyz cùng Gen.G bị BLG đánh bại 3 ván không gỡ và phải dừng bước ở vị trí thứ 4 chung cuộc. Kết thúc vòng bảng LCK Mùa hè 2023, Gen.G đứng hạng 2 sau KT Rolster. Đến play-off, họ lần lượt đánh bại HLE 3-0 ở vòng 2, đánh bại T1 3-2 ở chung kết nhánh thắng và tiếp tục đánh bại T1 3-0 ở chung kết tổng. Qua đó, Peyz đã có lần thứ 2 liên tiếp được nâng cao chiếc cúp vô địch quốc nội ngay trong mùa giải đầu tiên ra mắt đấu trường chuyên nghiệp của mình. Đến Chung kết thế giới với tư cách hạt giống số 1, Peyz đã có thông số KDA thuộc top đầu của vòng Thụy Sĩ sau khi toàn thắng 3-0 trước GAM, T1 và G2. Chạm mặt BLG ở tứ kết, Gen.G đã có màn trình diễn kém thuyết phục và bị đối thủ đánh bại sau 5 ván đấu.

## Tổng quan sự nghiệp

### Sự nghiệp câu lạc bộ
| Năm  | Đội tuyển         | Giải đấu                     | Thứ hạng |
| ---- | ----------------- | ---------------------------- | -------- |
| 2020 | Gen.G Academy     | LCK AS Tháng 8 2020          | 9–16     |
| 2021 | Gen.G Academy     | LCK AS Tháng 5 2021          | Vô địch  |
| 2021 | Gen.G Academy     | LCK AS 2021 1st Championship | 4        |
| 2021 | Gen.G Academy     | LCK AS Tháng 8 2021          | Vô địch  |
| 2021 | Gen.G Challengers | KeSPA Cup 2021               | 9–16     |
| 2022 | Gen.G Challengers | LCK CL Mùa xuân 2022         | 7        |
| 2022 | Gen.G Challengers | LCK CL Mùa hè 2022           | 5        |
| 2023 | Gen.G             | LCK Mùa xuân 2023            | Vô địch  |
| 2023 | Gen.G             | MSI 2023                     | 4        |
| 2023 | Gen.G             | LCK Mùa hè 2023              | Vô địch  |
| 2023 | Gen.G             | Chung kết thế giới 2023      | 5–8      |
| 2024 | Gen.G             | LCK Mùa xuân 2024            | Vô địch  |
| 2024 | Gen.G             | MSI 2024                     | Vô địch  |
| 2024 | Gen.G             | LCK Mùa hè 2024              | Á quân   |
| 2024 | Gen.G             | Chung kết thế giới 2024      | 3–4      |

## Thành tích

### Cấp câu lạc bộ
Gen.G Academy
- Vô địch LCK AS: tháng 5 năm 2021, tháng 8 năm 2021

Gen.G
- Vô địch LCK: Mùa xuân 2023, Mùa hè 2023, Mùa xuân 2024
- Vô địch MSI: 2024

### Danh hiệu cá nhân
- Final MVP LCK: Mùa xuân 2023
- Giải thưởng tân binh LCK của năm (2023)